# Batalha de Rotebro
A Batalha de Rotebro (em sueco:  Slaget vid Rotebro) ocorreu em 1497, em Rotebro, na atual comuna de Sollentuna, opondo o exército de Sten Sture, o Velho, regente da Suécia, ao exército do rei João da Dinamarca (Hans), soberano da União de Kalmar, a que a Suécia pertencia.
O exército de Sten Sture, o Velho, composto por uns 30 000 camponeses da Dalecárlia com armas artesanais, fez frente ao exército de João da Dinamarca (Hans), composto por cavalaria pesada dinamarquesa e camponeses da Uppland. Os dinamarqueses usaram de astúcia, fingindo retirar, para depois fazerem cair a sua cavalaria pesada sobre os soldados camponeses suecos, que fora praticamente dizimados, tendo fugido em direção ao rio Edsån.